# John Peterson
John Peterson (n. 22 octombrie 1948, Cumberland⁠(d), Wisconsin, SUA) este un luptător ce a reprezentat Statele Unite ale Americii, medaliat olimpic. A participat la 2 ediții ale Jocurilor Olimpice (1972, 1976) în care a câștigat o medalie de aur și o medalie de argint.